# Estadio Nereo Rocco
El Estadio Nereo Rocco (italiano Stadio Nereo Rocco), conocido a menudo como Il Rocco, es un campo de fútbol de la ciudad de Trieste, Italia.
Recibe su nombre en honor del exjugador y exentrenador italiano Nereo Rocco. Fue inaugurado el 18 de octubre de 1992 y su capacidad es de 32 304 espectadores (28 565 sentados). En él disputa sus partidos como local la S.S.D. U.S. Triestina 1918.